# زوغرة
زوغرة قرية سوريّة تتبع إداريّاً لمحافظة حلب منطقة جرابلس ناحية مركز جرابلس، بلغ تعداد سكانها 144 نسمة حسب التعداد السكاني لعام 2004.